# La Misión (Basse-Californie)
La Misión ou Misión de San Miguel est un village du Mexique situé en Basse-Californie sur la route fédérale mexicaine 1 à environ 66 km au sud du poste frontière de San Ysidro, sur la Gold Coast de la péninsule de Basse-Californie. 
Les ruines de la Misión San Miguel Arcángel de la Frontera se trouvent près du centre du village.

## Histoire
L'origine de La Misión remonte au 28 mars 1787 lorsque le père Luis Sales de los Dominicos y fonde une église. La Misión de San Miguel Arcángel de la Frontera a une superficie de 1 200 km2 et comprend les rancherías de La Grulla et El Descanso dans l'actuelle municipalité d'Ensenada. Peu de temps après le début de la construction et de la plantation, l'eau du ruisseau qui alimente la communauté diminue ce qui oblige celle-ci à l'abandonner et à s'éloigner de 14 kilomètres de l'endroit d'origine.
On estime qu'en 1787, la Misión compte 137 habitants ; en 1800, la population est passée à 229, avec 207 Indiens Kumeyaay et 22 Espagnols. Finalement, en 1834, la Misión est définitivement abandonnée faute de missionnaires pour s'en occuper. En 1862, l'Irlandais naturalisé Mexicain Felipe Crosthwaite Armstrong achète à la nation 7 500 hectares qui font partie de l'administration de l'ancienne Misión de San Miguel Arcángel de la Frontera et change son nom en Rancho La Misión Vieja de San Miguel.
En 1937, un ejido est créé dans la région par un groupe de personnes avec l'autorisation du gouvernement fédéral, régi par la Loi agraire et à la condition d'exploiter les terres à usage communal en plantant des cultures et en élevant du bétail.

## Géographie
La superficie approximative de La Misión est de 251 km2. Le village est bordé au nord par la municipalité de Playas de Rosarito, au nord-est, à l'est et au sud-est par la délégation d'El Porvenir, au sud-est et au sud par la délégation de El Sauzal de Rodríguez, au sud-est par la délégation de San Antonio de las Minas et au sud-ouest, à l'ouest et au nord-ouest par l'océan Pacifique.
La petite ville de Prima Pappa, située à 15 kilomètres (9,3 mi) au nord, est l'agglomération la plus proche. Puerto Nuevo, connu pour ses restaurants de homards, se trouve à 20 kilomètres au nord du village. 
La Misión est si petite qu'elle est souvent simplement appelée « K-44 » (« kilomètre 44 »), du nom de sa borne routière la plus proche. 
La ville portuaire d'Ensenada se trouve à 50 kilomètres au sud et la ville de Rosario à 40 kilomètres au nord.

## Démographie
Le recensement de 2010 faisait état d'une population de 920 habitants.

## Traditions
La Misión est une délégation riche en coutumes et traditions. La danse folklorique calabaceado est apparue et s'est répandue dans cette région de Basse-Californie ; elle est considérée comme une manifestation populaire parmi les cow-boys de la communauté. 
Un événement annuel connu sous le nom de Fiestas de La Misión, fondé en 1979 et organisé la dernière semaine de mai, a pour but de fusionner et d'exposer la valeur de la gastronomie, des danses folkloriques, des plats mexicains et régionaux, de la musique, des expositions culturelles et des manifestations religieuses.